# Равні (Кршко)
Равні (словен. Ravni) — поселення в общині Кршко, Споднєпосавський регіон, Словенія. Висота над рівнем моря: 303,3 м.